# Scorpaenopsis gilchristi
Scorpaenopsis gilchristi är en fiskart som först beskrevs av Smith, 1957.  Scorpaenopsis gilchristi ingår i släktet Scorpaenopsis och familjen Scorpaenidae. Inga underarter finns listade i Catalogue of Life.